# Jadwa Investment
Jadwa Investment es una sociedad anónima de capital inversión saudí. La compañía accionarial opera bajo la supervisión de la Autoridad de Mercados de Capital saudí (Saudi Arabian Capital Markets Authority, CMA) desde 2005. Su sede está en Riad, la capital saudí. En virtud de la decisión de la CMA, publicada el 21 de agosto de 2006, a Jadwa se le otorgó una licencia para ofrecer todo tipo de servicios de inversión, incluidos los de negociación, gestión, custodia, organización y asesoramiento. 
Sus operaciones bancarias de capital inversión comenzaron en marzo de 2007 con un capital desembolsado de SAR 500 millones y su primer año fiscal se completó el 31 de diciembre de 2007. Todos sus servicios de inversión están supervisados por un Consejo de Supervisión y cumplen con la Shariah. Las divisiones operativas incluyen Asset Management, Investment Banking, Research, Proprietary Investments y Equity Brokerage.
Durante 2016, los activos administrados por Jadwa Investment crecieron hasta SR 24.000 millones, lo que representa un aumento récord del 25% con respecto al cierre de 2015. Esto se produce gracias a los tres fondos de capital insignia de Jadwa: Jadwa Saudi Equity Fund, Jadwa GCC Equity Fund y Jadwa Arab Markets Equity Fund.

## Propiedad
Entre los socios fundadores figuran Faisal bin Salman, presidente de Consejo, Mohammed y Abdullah Ibrahim Al Subeaei Company, Al Zamil Group, Abdulrahman Saleh Al Rajhi, Mohammed Ibrahim Al Issa, Abdulrahman Al Ruwaita y Abdullatif Kanoo. Ahmed bin Aqeel Al Khateeb es el CEO de la compañía.
Khanazah Nasional, una empresa malaya, adquirió el 10% del capital social de Jadwa Investment por un monto total de 284,25 millones de rand (USD 75,90 millones o RM 270,85 millones). Tras este acuerdo, Tan Sri Dato 'Azman Mokhtar e Iqbal Ahmad Khan se convirtieron en miembros del Consejo de administración de la compañía, junto a los miembros saudíes.

## Resultados
En 2016, Jadwa Investment anunció unos ingresos totales de SR 290,37 millones ($ 77,5 millones), lo que representa un aumento del 17 por ciento con respecto a 2015, y unos ingresos netos de SR 109,78 millones, con un aumento del 17 por ciento con respecto al año anterior.